# Марти, Жорж
Жорж Марти (фр. Georges-Eugène Marty; 16 мая 1860, Париж — 11 октября 1908, Париж) — французский композитор и дирижёр.
Окончил Парижскую консерваторию (1878), ученик Жюля Массне (композиция), Теодора Дюбуа (гармония) и Сезара Франка (орган). В 1882 году был удостоен Римской премии за кантату «Эдит», после пребывания в Риме путешествовал также по Сицилии, Тунису и Германии. Вернувшись в Париж, работал преимущественно как хормейстер. С 1892 г. выступал на различных парижских сценах как оперный дирижёр. В сезоне 1895—1896 гг. дебютировал в Гранд-Опера, в 1900 г. — в Опера комик, с 1901 г. был главным дирижёром Оркестра концертного общества Парижской консерватории, во главе которого уделял значительное внимание крупным вокально-симфоническим произведениям — ораториям Баха, Генделя, Гайдна. С 1902 г. преподавал гармонию в Парижской консерватории. С 1906 г. дирижировал летними сезонными концертами в казино Виши.
Написал несколько опер, в том числе «Герцог Феррарский» (фр. Le duc de Ferrare, либретто Поля Милье), поставленную в 1899 г., ряд увертюр и симфонических поэм, из которых современники в наибольшей степени ценили увертюру «Бальтазар» (1887).
Кавалер Ордена Почётного Легиона (1900).
Жена Марти, урождённая Серафина Луиза Мария де Вульф (фр. Séraphine Louise Marie de Wulf), была певицей (меццо-сопрано) и выступала как солистка с Оркестром концертного общества Парижской консерватории как в период руководства своего мужа, так и позднее. Сохранилась осуществлённая ею около 1905 г. запись арии из оперы Джакомо Мейербера «Пророк».